# Архив Новой Шотландии
Архив Новой Шотландии (англ. Nova Scotia Archives) — государственный архив, ведущий в Новой Шотландии орган по организации и ведению архивного дела. Архив собирает, сохраняет и предоставляет доступ к документальному наследию провинции — записанной информации провинциального значения, созданной или накопленной правительством и частными лицами за последние 300 лет.
Официальной датой основания архива принято считать 30 апреля 1857 года, когда в Ассамблее Новой Шотландии была выдвинута Джозефом Хау и поддержана Джеймсом Уилльямом Джонстоном резолюция о создании провинциального архива, тем самым архив Новой Шотландии стал первым подобным учреждением в Канаде. Первым Уполномоченным по государственным архивам Новой Шотландии (англ. Nova Scotia's Commissioner of Public Records) стал Томас Бимиш Экинс, юрист, историк, писатель и архивист. Экинс занимал эту должность с 1857 года вплоть до своей смерти в 1891 году.

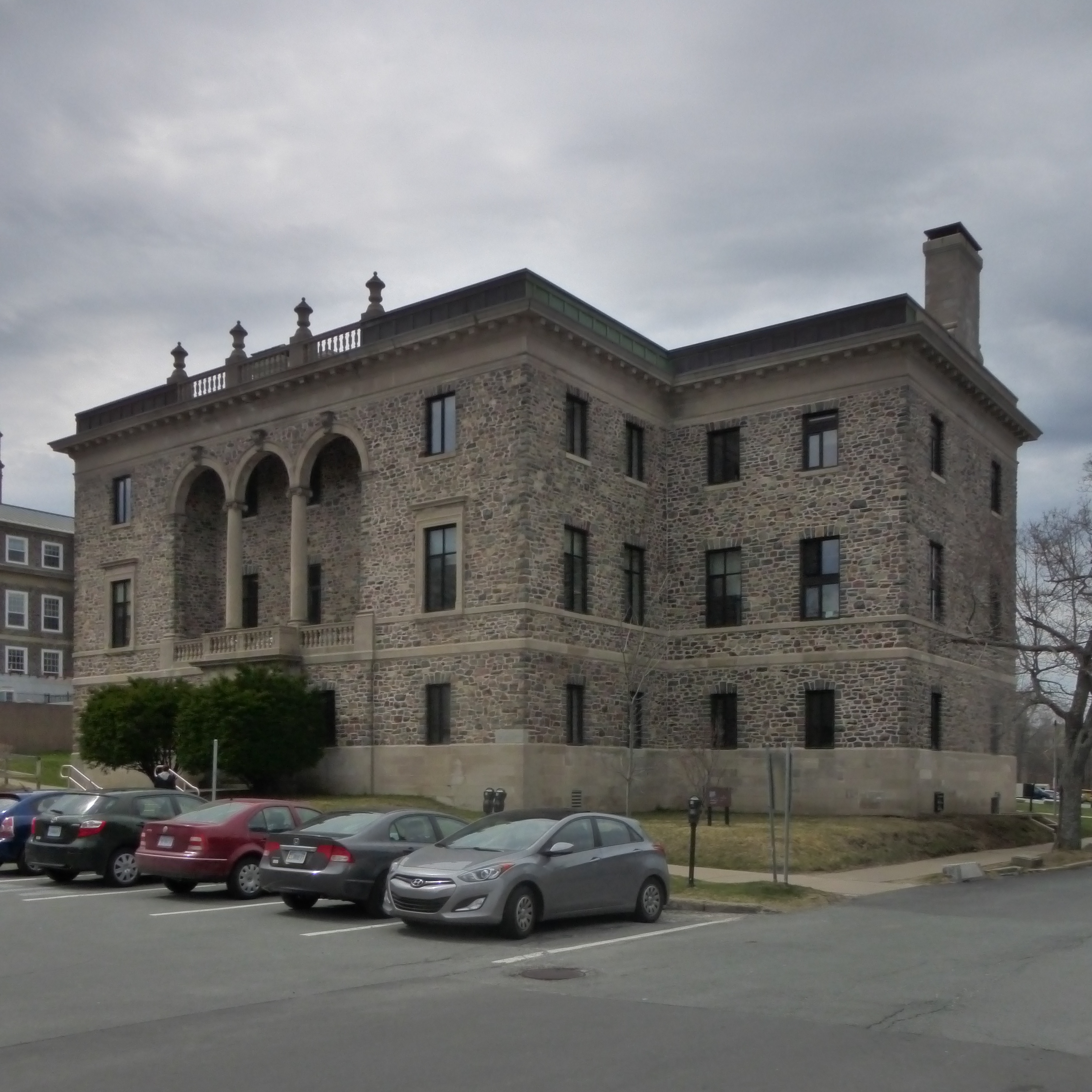
Чейз-билдинг, старое здание Архива Новой Шотландии, ныне здание математического факультета Университета Дэлхаузи.

В 1931 году архив получил собственное здание, первым из подобных провинциальных архивов в Канаде. Чейз-билдинг, спроектированный Эндрю Рэндаллом Коббом, существует до сих пор: сейчас в здании располагается математический факультет Университета Дэлхаузи. Нынешнее здание архива, спроектированное Кейтом Л. Грэмом (англ. Keith L. Graham), было открыто в 1980 году в связи с расширением архива.
Изначальное название учреждения Государственный архив Новой Шотландии (англ. Public Archives of Nova Scotia) в 1997 году было изменено на Архивное и документальное управление Новой Шотландии (англ. Nova Scotia Archives & Records Management) после того, как архив взял на себя ответственность по ведению государственного учёта. Прежнее название всё ещё используется в некоторых подразделениях, например, в штаб-квартирах архива на Роби-стрит и Юниверсити-авеню в Галифаксе.
Архив Новой Шотландии занимается оцифровкой большей части своих коллекций для просмотра на своём веб-сайте. На нём содержится около 70 виртуальных выставок и баз данных, а также тысячи архивных фотографий и документов. Веб-сайт Архива генеалогии Новой Шотландии, Nova Scotia Historical Vital Statistics, содержит записи о рождении, смерти и браке в провинции с 1763 по 1958 год; каждый год добавляются новые данные.
Архив является домом для Королевского исторического общества Новой Шотландии (англ. Royal Nova Scotia Historical Society), которое функционирует без офиса.

## Внешние ссылки
- Сайт архива

- Сайт архива генеалогии
- Архив на WorldCat